# Marco Tuokko
Marco Tuokko är en tidigare finländsk ishockeyspelare. 
Han är född 27 mars 1979 i Reso och moderklubben heter TPS. Han spelade i Finland fram till säsongen 2005/2006 då han gick till Mora IK i tre säsonger, och därefter gick han till Modo Hockey där han spelade till och med 2010, då han åter skrev på för Mora IK. Spelet i Sverige var alla säsonger i Elitserien

## Karriär

### Klubbar
- 1995-1997  Kiekko-67 Turku, Finland2
- 1995-1996  TPS U18, Jr. B SM-sarja
- 1996-1999  TPS U20, Jr. A SM-Liiga
- 1998-2005  TPS, FM-ligan
- 2005-2008  Mora IK, Elitserien
- 2008-2011  Modo Hockey, Elitserien
- 2011-      VG-62, Finland

### Meriter
Awards by league 
- Junioreuropamästare 1997
- 1998/1999 SM-Liiga Champion 1998/1999, 1999/2000, 2000/2001
- FM-silver 2003/2004